# NECAP1
NECAP1 (англ. NECAP endocytosis associated 1) – білок, який кодується однойменним геном, розташованим у людей на 12-й хромосомі. Довжина поліпептидного ланцюга білка становить 275 амінокислот, а молекулярна маса — 29 737.
| 10         |  | 20         |  | 30         |  | 40         |  | 50         |
| ---------- |  | ---------- |  | ---------- |  | ---------- |  | ---------- |
| MATELEYESV |  | LCVKPDVSVY |  | RIPPRASNRG |  | YRASDWKLDQ |  | PDWTGRLRIT |
| SKGKTAYIKL |  | EDKVSGELFA |  | QAPVEQYPGI |  | AVETVTDSSR |  | YFVIRIQDGT |
| GRSAFIGIGF |  | TDRGDAFDFN |  | VSLQDHFKWV |  | KQESEISKES |  | QEMDARPKLD |
| LGFKEGQTIK |  | LCIGNITNKK |  | GGASKPRTAR |  | GGGLSLLPPP |  | PGGKVTIPPP |
| SSSVAISNHV |  | TPPPIPKSNH |  | GGSDADILLD |  | LDSPAPVTTP |  | APTPVSVSND |
| LWGDFSTASS |  | SVPNQAPQPS |  | NWVQF      |  |            |  |            |

A: Аланін

C: Цистеїн

D: Аспарагінова кислота

E: Глутамінова кислота

F: Фенілаланін

G: Гліцин

H: Гістидин

I: Ізолейцин

K: Лізин

L: Лейцин

M: Метіонін

N: Аспарагін

P: Пролін

Q: Глутамін

R: Аргінін

S: Серин

T: Треонін

V: Валін

W: Триптофан

Кодований геном білок за функцією належить до фосфопротеїнів. 
Задіяний у таких біологічних процесах, як транспорт, транспорт білків, ендоцитоз, альтернативний сплайсинг, метилювання. 
Локалізований у клітинній мембрані, мембрані, цитоплазматичних везикулах.